# Eriophorum
Eriophorum L. è un genere di angiosperme monocotiledoni della famiglia delle Ciperacee.

## Descrizione
Sono piante erbacee perenni con foglie slanciate e sottili.
I semi si trovano su piccole spighe ricoperte da una massa dalla consistenza cotonosa, la quale aiuta la dispersione anemocora (col vento).
Nelle regioni artiche questo rivestimento cotonoso funge anche da isolante, mantenendo una temperatura più alta (durante la stagione calda) degli organi riproduttivi.

## Distribuzione e habitat
La distribuzione è boreale ed il loro habitat è costituito prevalentemente da torbiere acide, particolarmente abbondanti nella tundra artica.

## Tassonomia
Il genere Eriophorum include le seguenti specie:
- Eriophorum angustifolium Honck.
- Eriophorum × beringianum Raymond
- Eriophorum brachyantherum Trautv. & C.A.Mey.
- Eriophorum callitrix Cham. ex C.A.Mey.
- Eriophorum chamissonis C.A.Mey.
- Eriophorum × churchillianum Lepage
- Eriophorum × fellowsii (Fernald) M.S.Novos.
- Eriophorum gracile Koch
- Eriophorum × gracilifolium M.S.Novos.
- Eriophorum humile Turcz.
- Eriophorum latifolium Hoppe
- Eriophorum × medium Andersson
- Eriophorum × pylaieanum Raymond
- Eriophorum × rousseauianum Raymond
- Eriophorum scheuchzeri Hoppe
- Eriophorum tenellum Nutt.
- Eriophorum tolmatchevii M.S.Novos.
- Eriophorum transiens Raymond
- Eriophorum triste (T.C.E.Fr.) Hadac & Á.Löve
- Eriophorum vaginatum L.
- Eriophorum virginicum L.
- Eriophorum viridicarinatum (Engelm.) Fernald